# Oliotius oligolepis
Oliotius oligolepis (Барбус оліголепіс, острівний вусач, дрібнолусковий барбус) — маленька субтропічна прісноводна риба родини коропових, єдиний представник роду Oliotius. Вперше описана у 1853 році як Capoeta oligolepis. Відома також під назвами Barbus oligolepis, Puntius oligolepis.
Ендемік острова Суматра (південно-східна Азія). Назва ' oligolepis ' з давньогрецької мови — з маленькою лускою, дрібнолусковий.
Як акваріумна рибка зустрічається досить рідко. В Європу ці риби вперше були привезені у 1925 році, а на терени колишнього СРСР — 1937 р.

## Поширення
Зустрічається на о. Суматра, в основному, у західній частині. Мешкає в тихих заплавах річок з повільною течією та озерах з густою рослинністю. Дно водойм, де живуть острівні вусачі, зазвичай вкрите товстим шаром мулу.

## Опис риби
Тіло барбуса оліголепіса видовжене і стиснуте з боків, вкрите відносно великою лускою. Рот з одною парою вусиків. Основний тон забарвлення — жовтувато-коричневий, бронзовий. Лусочки на тілі рибки з чорною плямою у основи та з голубуватим відблиском. Забарвлення барбуса може мінятися залежно від умов утримання і при переляку (забарвлення рибок бліднішає, стає майже сірим). Самці менші та яскравіші за самок, спинний і хвостовий плавці жовті чи червонуваті, з темною облямівкою по зовнішньому краю. Самка блідіша за самця, плавники у неї майже прозорі і без облямівки. Рибки завдовжки до 5 см, зазвичай не перевищують 4 см. Тривалість життя в неволі близько 5 років.

## Розмноження
Статева зрілість настає у віці 7-8-ми місяців. Самка відкладає до 200 ікринок. Ікра дозріває 2-3 доби, а ще через 3-4 дні мальки починають плавати та самостійно харчуватися. У віці 4-ьох місяців вже можливо розрізнити самця і самку.

## Утримування та розмноження в акваріумах
Барбус оліголепіс миролюбна і трішки полохлива рибка. Утримувати її бажано групою з 5-10 особин. Любить ховатися по затемнених кутах і рідко виходить на яскраво освітлені місця. Тримається барбус оліголепіс у середньому і нижньому шарах води.
Акваріум може бути невеликим, але обов'язково з дрібним, добре обкатаним темним ґрунтом і приглушеним освітленням. У акваріумі повинні бути зарості рослин (зазвичай, по краях і біля задньої стінки), різні укриття (камені, корчі) і вільне місце для плавання.
Рибка всеїдна, підходить будь-який живий, рослинний чи комбінований корм, а також сухі корми. Корм повинен бути різноманітним. Їсть острівний вусач зовсім мало, тому корму треба давати небагато, але 2-3 рази на день.
Барбус оліголепіс любить стару воду, що добре відстоялася.
Параметри води:
- Температура — 20—25 °C, при зниженні температури до 18 °C велика імовірність появи різних захворювань;
- Твердість — від 5 до 15 dH;
- Кислотність — pH 6.0-7.5.

Як Нерестовище використовують акваріум від 10 літрів з сепараторною сіткою на дні та пучками рослин з густим листям. Вода в нерестовищі повинна на 1/3 складатися із акваріумної води, 1/3 свіжої, відстояної і 1/3 дистильованої. Оптимальна температура — 25-27 °C. Рівень води в акваріумі — приблизно 15 см.
Нерест парний або зграйний. Однак не варто відсаджувати на нерест великими зграйками, бо самці можуть влаштовувати бійки. Перед нерестом самців і самок розсаджують на 1-2 тижні і посилено годують. Нерест відбувається зранку після чого риб відсаджують і сам нерест контролюють, оскільки рибки мають звичку їсти доступну для них ікру буквально під час нересту. Повторні нерести відбуваються через 7-10 днів 5-6 разів за сезон.
Початковий корм для мальків: інфузорії та живий пил. Десь через 5 днів можна годувати наупліусом рачків, циклопів та дрібною дафнією.